# Nurieux-Volognat
Nurieux-Volognat ist eine französische Gemeinde mit 973 Einwohnern (Stand 1. Januar 2022) im Département Ain in der Region Auvergne-Rhône-Alpes. Sie gehört zum Kanton Pont-d’Ain und zum Arrondissement Nantua.

## Geographie
Nurieux-Volognat liegt auf 480 m, etwa 13 Kilometer südwestlich der Stadt Oyonnax und 23 Kilometer östlich der Präfektur Bourg-en-Bresse (Luftlinie). Das Dorf erstreckt sich im nördlichen Bugey, am südwestlichen Rand des Beckens von Izernore, im Jura, am Ostfuß der Antiklinale der Montagne de Berthiand.

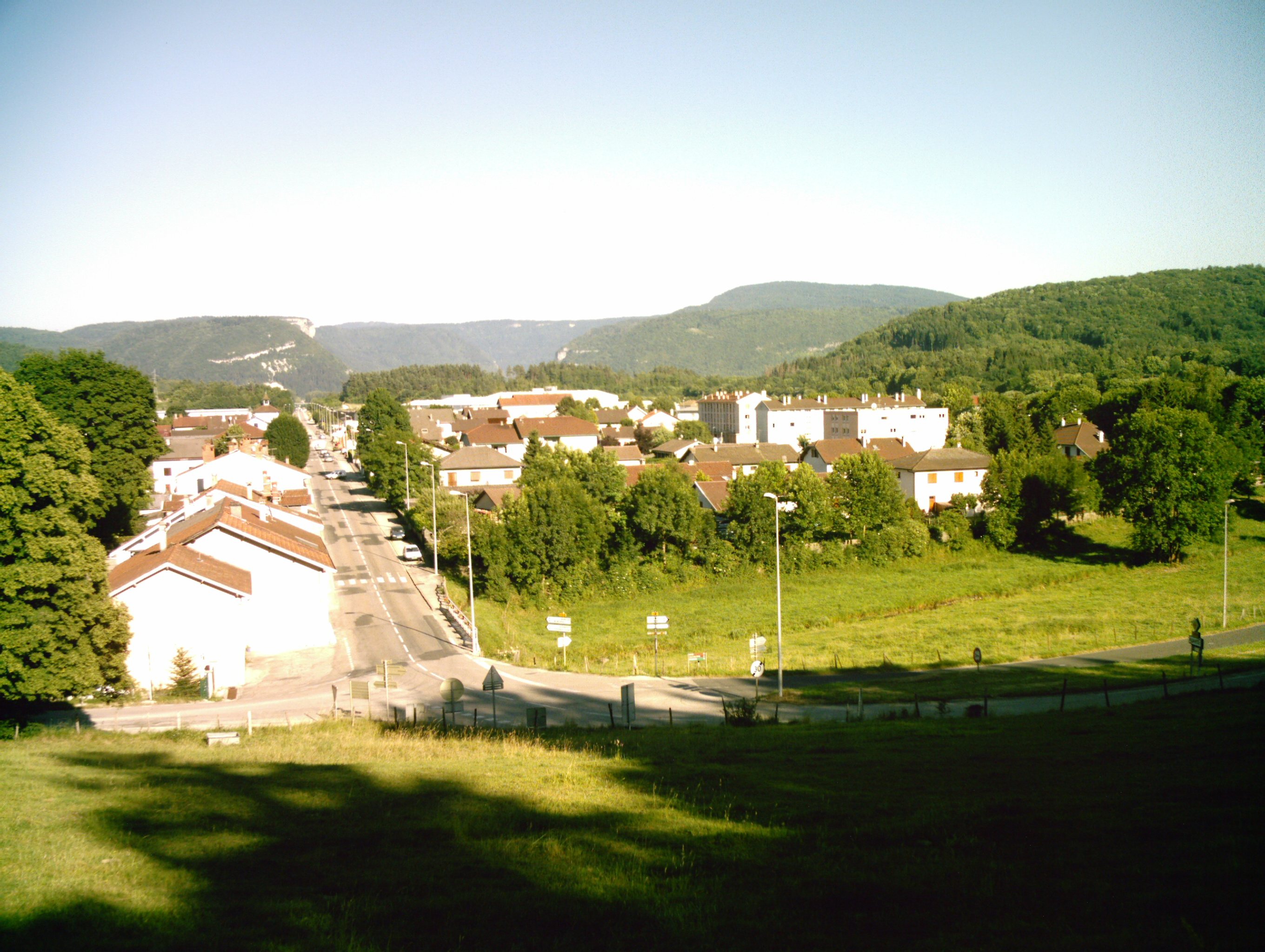
Nurieux-Volognat

Die Fläche des 19,34 km² großen Gemeindegebiets umfasst einen Abschnitt des südlichen französischen Juras. Der östliche Teil wird von der rund 2 km breiten, in Nord-Süd-Richtung orientierten Talebene von Izernore eingenommen, die eine Synklinale im Faltenjura bildet und durch den Oignin nach Norden zum Ain entwässert wird. Im Mittel liegt die Talsenke auf 480 m Das Becken steigt gegen Süden hin allmählich an. Im Westen wird das Talbecken von der Antiklinale der Montagne de Berthiand flankiert, auf der mit 836 m die höchste Erhebung von Nurieux-Volognat erreicht wird. Durch verschiedene kurze Erosionstäler von Seitenbächen des Oignin wird dieser Höhenzug untergliedert. Die westliche Grenze verläuft oberhalb des Steilabfalls zum Tal des Ain.
Die Gemeinde Nurieux-Volognat besteht aus verschiedenen Dörfern, Weilern und Hofgruppen, nämlich:
- Nurieux (480 m) im Talbecken von Izernore am Fuß der Montagne de Berthiand
- Volognat (520 m) am Ostfuß der Montagne de Berthiand am schmalen Eingang in ein Seitentälchen
- Mornay (620 m) auf einem Geländevorsprung hoch über dem Talbecken von Izernore
- Crépiat (645 m) auf einer Hochfläche südlich des Mont Griset
- Vers (750 m) in einer Mulde auf der Montagne de Berthiand

Nachbargemeinden von Nurieux-Volognat sind Sonthonnax-la-Montagne im Norden, Izernore, Béard-Géovreissiat und Brion im Osten, Saint-Martin-du-Frêne und Peyriat im Süden sowie Leyssard im Westen.

## Geschichte
Das Gemeindegebiet war bereits während der Bronzezeit und während der Römerzeit besiedelt. Seit dem Mittelalter bestand in Mornay ein Cluniazenserpriorat. Mornay bildete eine Herrschaft, von der auch Volognat abhängig war. Die Oberhoheit über das Gebiet hatten zunächst die Thoire-Villars, ab 1402 die Grafen von Savoyen inne. Mit dem Vertrag von Lyon gelangten Mornay und Volognat im Jahre 1601 an Frankreich. Durch den Bau der Eisenbahnlinie von Bourg-en-Bresse via Nantua nach Bellegarde-sur-Valserine erhielt der Weiler Nurieux (Teil der Gemeinde Mornay) einen Bahnhof. Verkehrsgünstig gelegen entwickelte sich Nurieux deshalb wesentlich rascher als das Bauerndorf Mornay und wurde zum Siedlungsschwerpunkt der Gemeinde. Im Jahre 1973 fusionierten die beiden Gemeinden Mornay und Volognat, wobei die neue Gemeinde den Namen Nurieux-Volognat erhielt.

### Bevölkerungsentwicklung
| Jahr                       | 1962 | 1968 | 1975 | 1982 | 1990 | 1999 | 2011 | 2021 |
| Einwohner                  | 297  | 340  | 567  | 656  | 856  | 952  | 1044 | 990  |
| Quellen: Cassini und INSEE |      |      |      |      |      |      |      |      |

Mit 973 Einwohnern (1. Januar 2022) gehört Nurieux-Volognat zu den kleineren Gemeinden des Départements Ain. Seit Beginn der 1960er Jahre wurde eine deutliche Bevölkerungszunahme verzeichnet, verbunden mit einer Verdoppelung der Einwohnerzahl.

## Sehenswürdigkeiten
Die romanische Kapelle von Mornay stammt ursprünglich aus dem 11. Jahrhundert, wurde später mehrfach umgestaltet und besitzt Wandmalereien aus dem 15. Jahrhundert. Aus dem 19. Jahrhundert datiert die Kirche von Volognat.

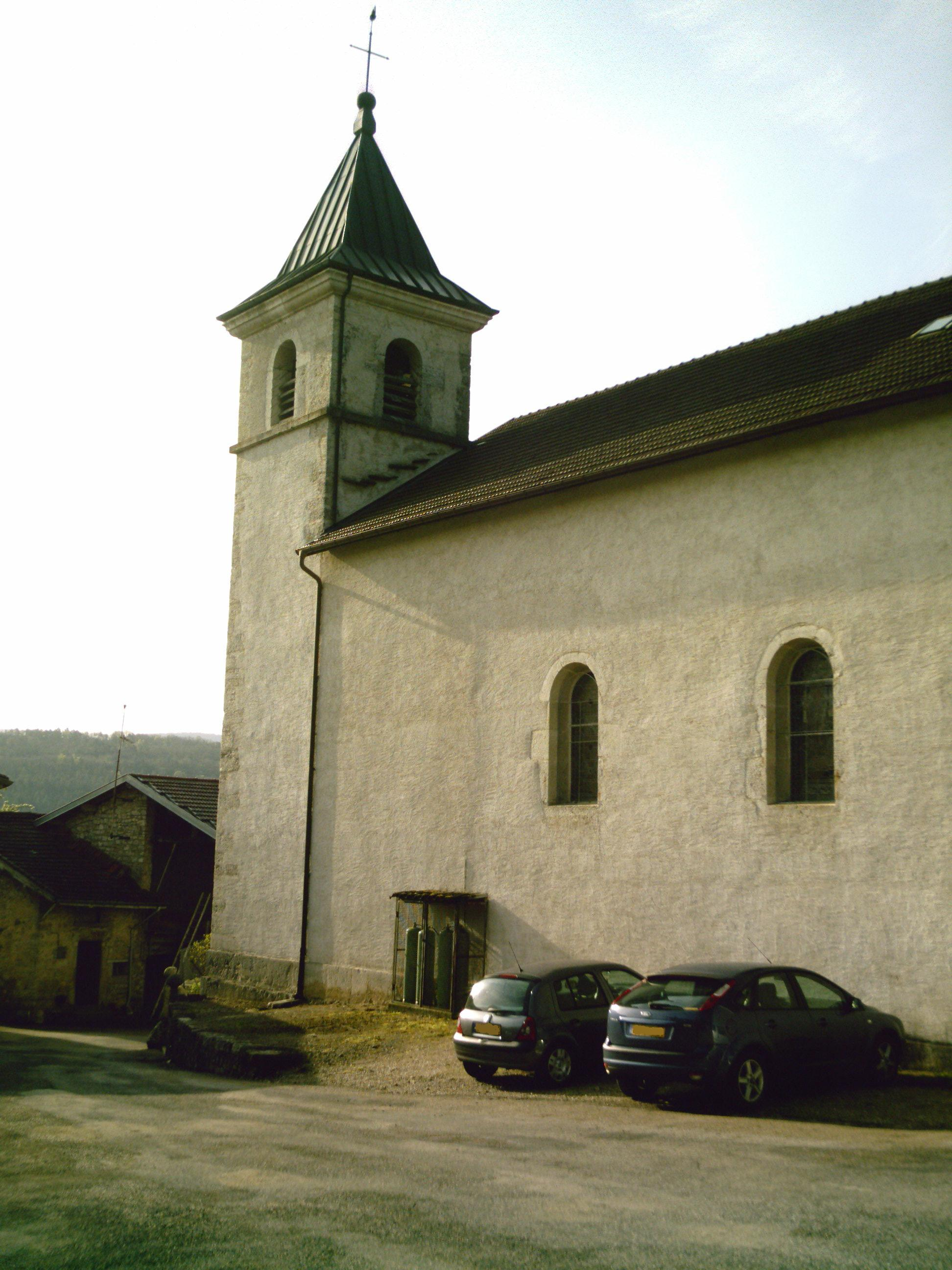
Kirche Saint-Martin
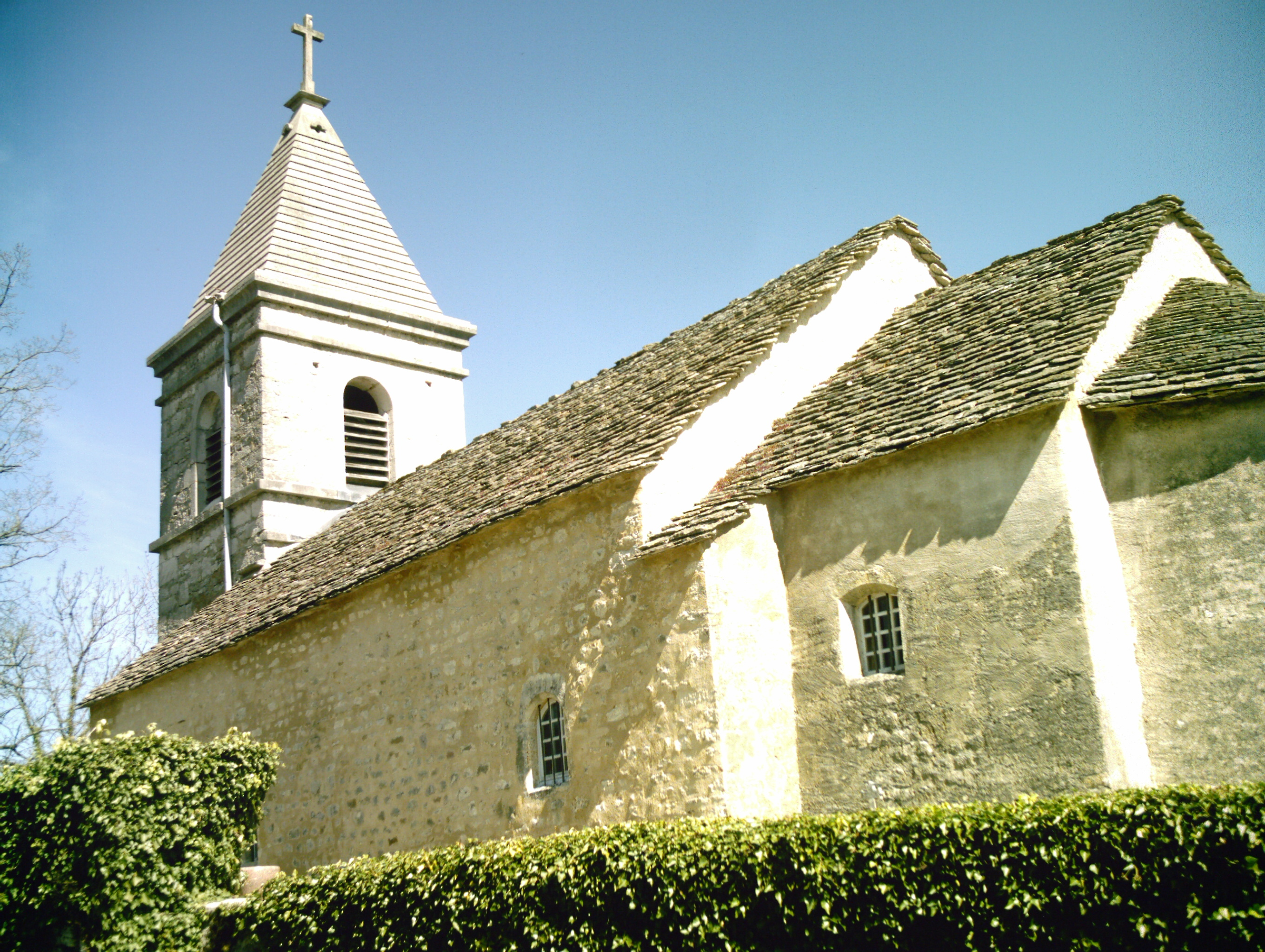
Kapelle Mornay
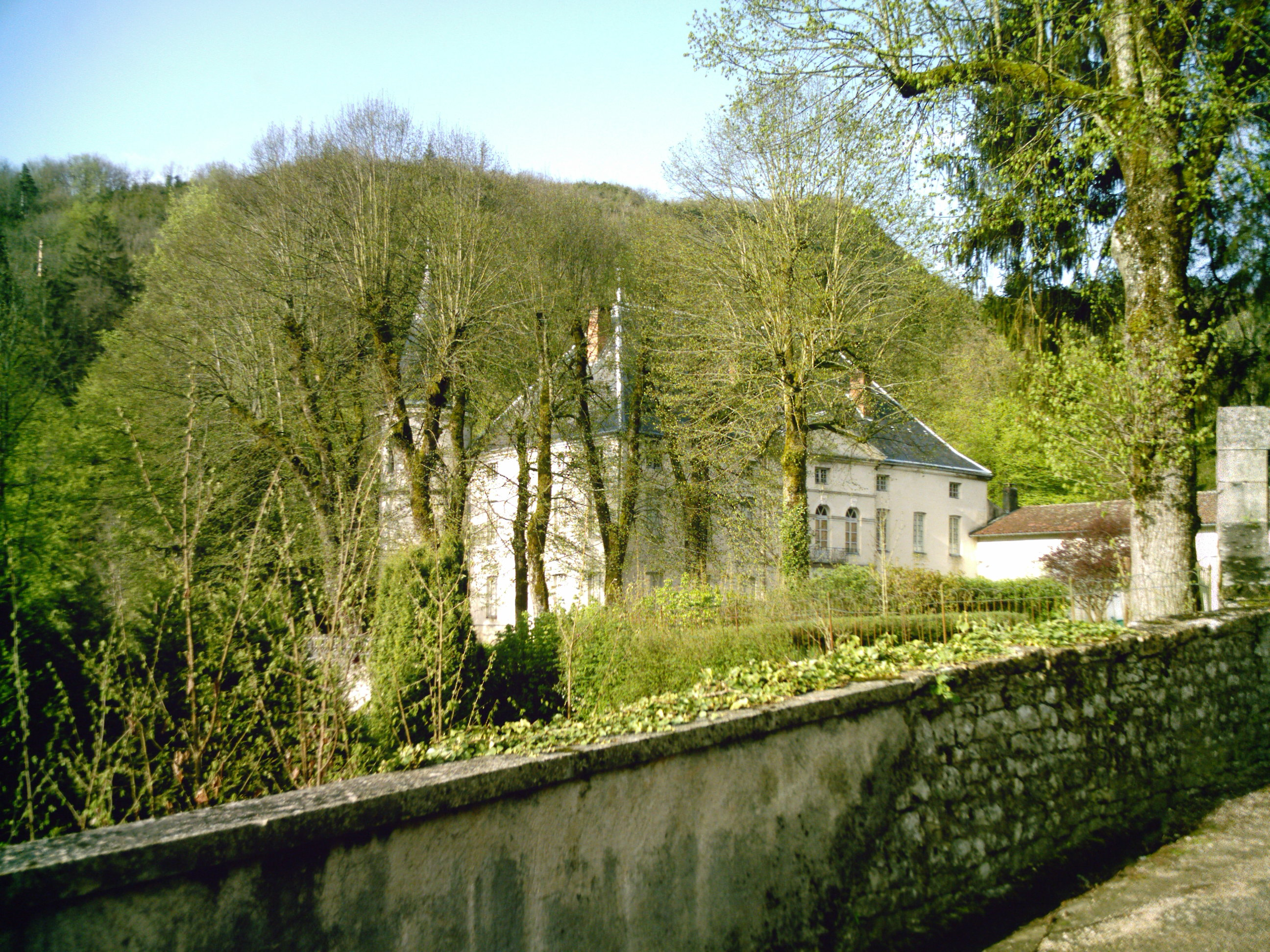
Schloss Volognat
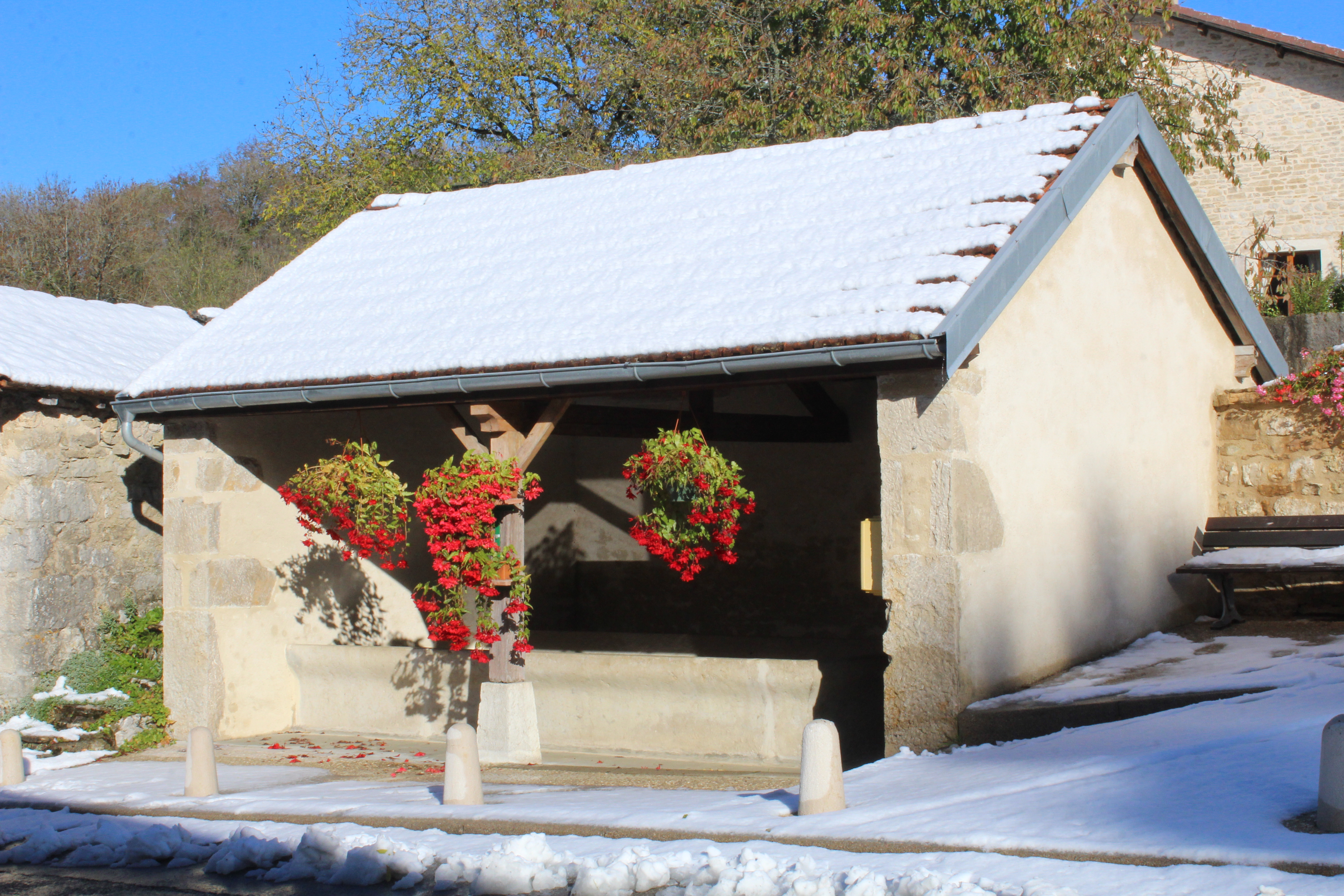
Ehemaliges öffentliches Waschhaus
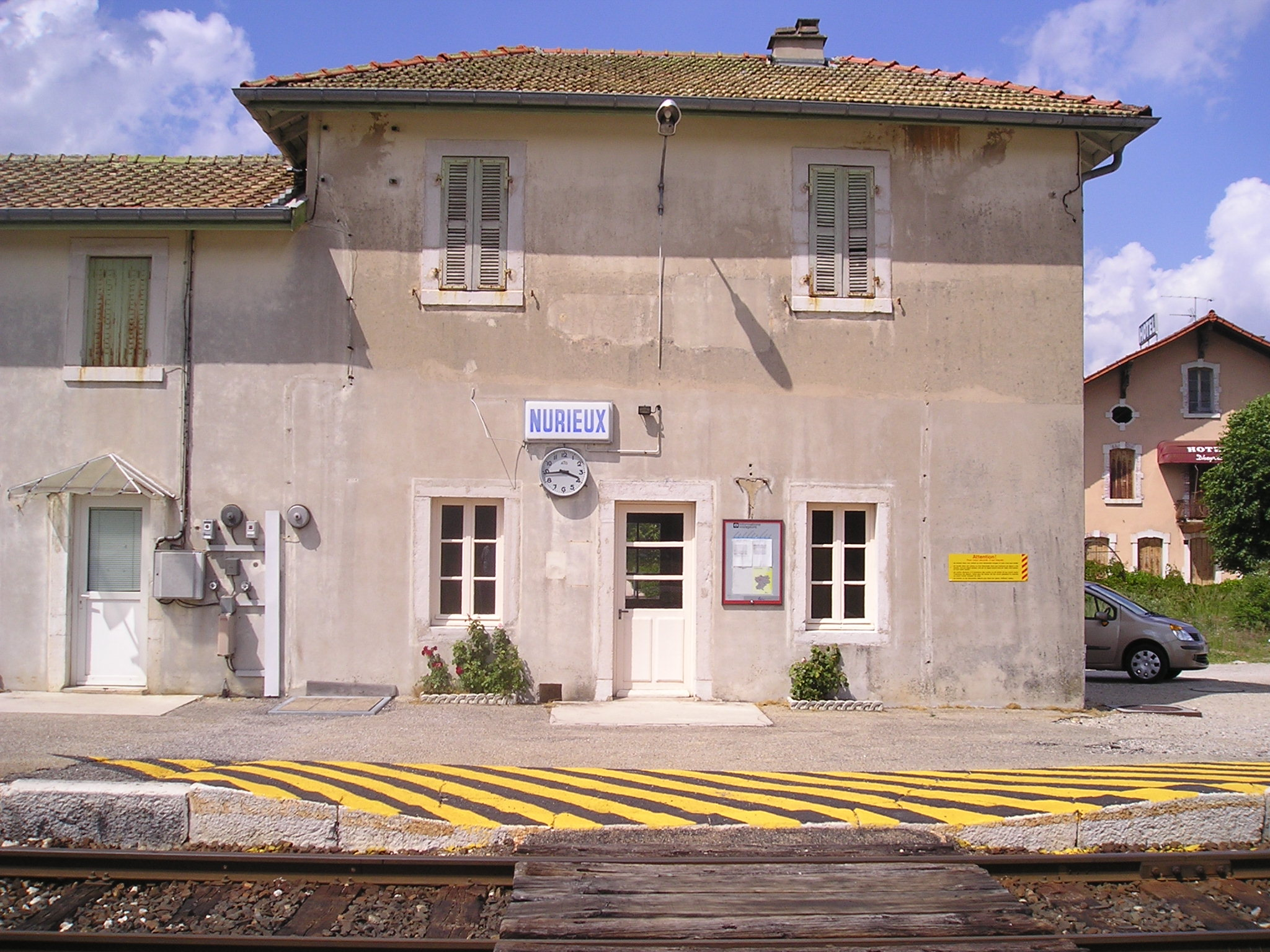
Bahnhof Nurieux
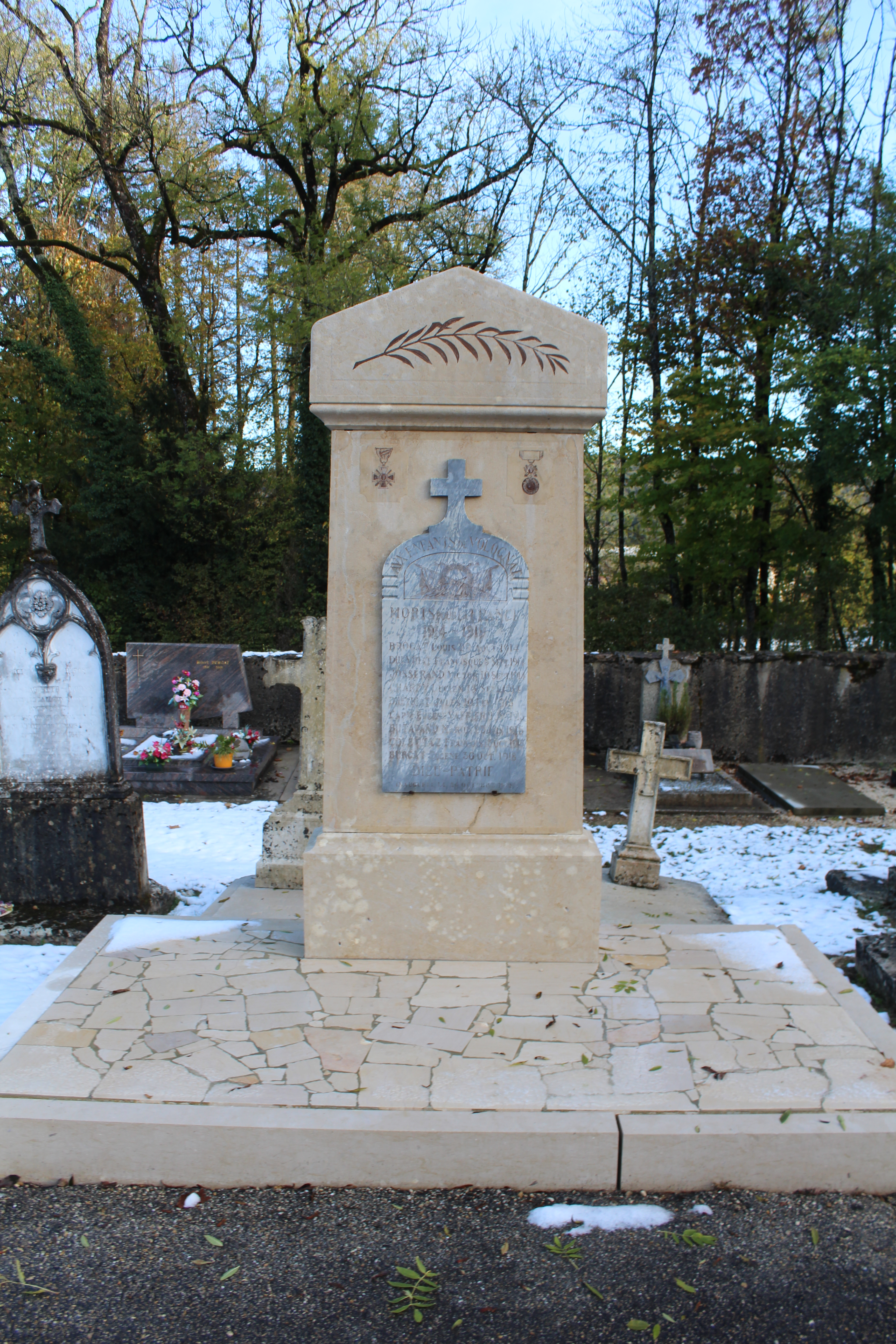
Gefallenendenkmal

## Wirtschaft und Infrastruktur
Nurieux-Volognat war bis weit ins 20. Jahrhundert hinein ein vorwiegend durch die Landwirtschaft geprägtes Dorf. Daneben gibt es heute einige Betriebe des Klein- und Mittelgewerbes. Nurieux ist Standort eines Betriebes der Kunststoffverarbeitung und eines Elektrizitätswerkes. Mittlerweile hat sich das Dorf auch zu einer Wohngemeinde gewandelt. Viele Erwerbstätige sind deshalb Wegpendler, die in den größeren Ortschaften der Umgebung ihrer Arbeit nachgehen.
Die Ortschaft ist verkehrsmäßig gut erschlossen. Sie liegt an der Departementsstraße D979, die von Nantua über den Col de Berthiand nach Bourg-en-Bresse führt. Weitere Straßenverbindungen bestehen mit Izernore, Sonthonnax-la-Montagne und Peyriat. Der nächste Anschluss an die Autobahn A404 (Saint-Martin-du-Frêne – Oyonnax) befindet sich in einer Entfernung von rund 4 km. 
Nurieux besitzt einen Bahnhof an der Bahnstrecke Bourg-en-Bresse–Bellegarde. An diesem halten täglich ein Train à grande vitesse (TGV) Zugpaar der Linie Genf–Paris Gare de Lyon. Außerdem halten in Nurieux TER-Züge von Bourg-en-Bresse nach Oyonnax.
In Nurieux-Volognat befindet sich eine staatliche école primaire (Grundschule mit eingegliederter Vorschule).